# Gilmaniella thermophila
Gilmaniella thermophila är en svampart som beskrevs av M. Qureshi & J.H. Mirza 1983. Gilmaniella thermophila ingår i släktet Gilmaniella, divisionen sporsäcksvampar och riket svampar.   Inga underarter finns listade i Catalogue of Life.